# Würfelturm (Antarktika)
Der Würfelturm ist ein 2249 m hoher Zeugenberg im ostantarktischen Königin-Maud-Land. Im Kurzegebirge der Orvinfjella ragt er südwestlich der Schneeglocke und nordwestlich des Kamelbuckels in der Vinten-Johansenegga auf.
Die Erstbesteigung fand vermutlich am 7. Januar 2019 im Zuge einer privat organisierten internationalen Expedition statt.